# Philoxenus van Mabbug
Philoxenus van Mabbug (Syrisch: ܐܟܣܢܝܐ ܡܒܘܓܝܐ, Akesnoyo Mabugoyo) (ca. 440 – 523) was een Syrisch christelijke heilige, theoloog en prozaschrijver. Hij was een belangrijke verdediger van het miafysitisme en diende als bisschop van Hiërapolis van 485 tot ca. 518.

## Biografie
Hij werd omstreeks 440 na Christus geboren in de stad Tahal, ten oosten van de Tigris in het oude Perzië. Hij was bisschop van Hierapolis-Mabbug van 485 tot ca. 518. Hij volgde onderwijs in Edessa hoofdstad van het oude Osroene aan de zogenaamde School der Perzen, het voornaamste opleidingscentrum van de Syrische kerk. Of hij onderricht kreeg in het Mor Gabriel-klooster nabij Midyat wordt tegenwoordig betwijfeld.
De jaren na het Concilie van Chalcedon, gehouden in 451, waren erg roerige tijden in de Syrische kerk wat zich splitste in een Oost-Syrische (nestoriaanse) en een West-Syrische (miafysitische) kerk. Philoxenus trok de aandacht voor zijn verdediging van het miafysitisme, wat door de chalcedonische kerken als het monofysitisme wordt beschouwd.
Toen patriarch Callandion van het West-Syrische patriarchaat van Antiochië afgezet werd door Petrus de Voller, werd Philoxenus aartsbisschop van Hierapolis of (Mabbug; Syrisch: Mabbu'; tegenwoordig een plaats in Syrië, in het Gouvernement Aleppo).

## Geschriften
Philoxenus heeft hij diverse geschriften nagelaten onder andere:
- Verhandeling Over de Triniteit en de Incarnatie.[4] Dit zijn dertien verhandelingen over de christelijke levenswijze;
- Een revisie van de Syrische versie van de Bijbel. Dit werk was af in 508 na Chr. en staat bekend als de Philoxeniana;
- Brieven en liturgische geschriften.

Diverse geschriften van Philoxenus zijn vertaald en bewaard gebleven.

## Afbeeldingen

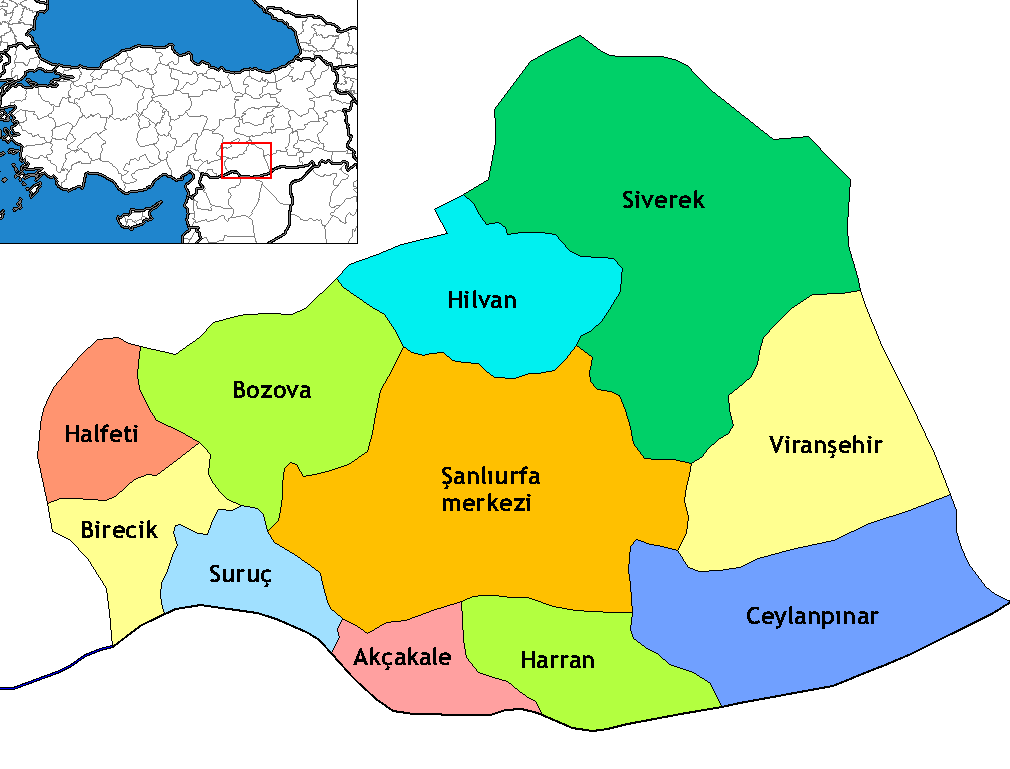
De regio Edessa, nu Şanlıurfa provincie in Turkije, waar Philoxenus een opleiding genoot.
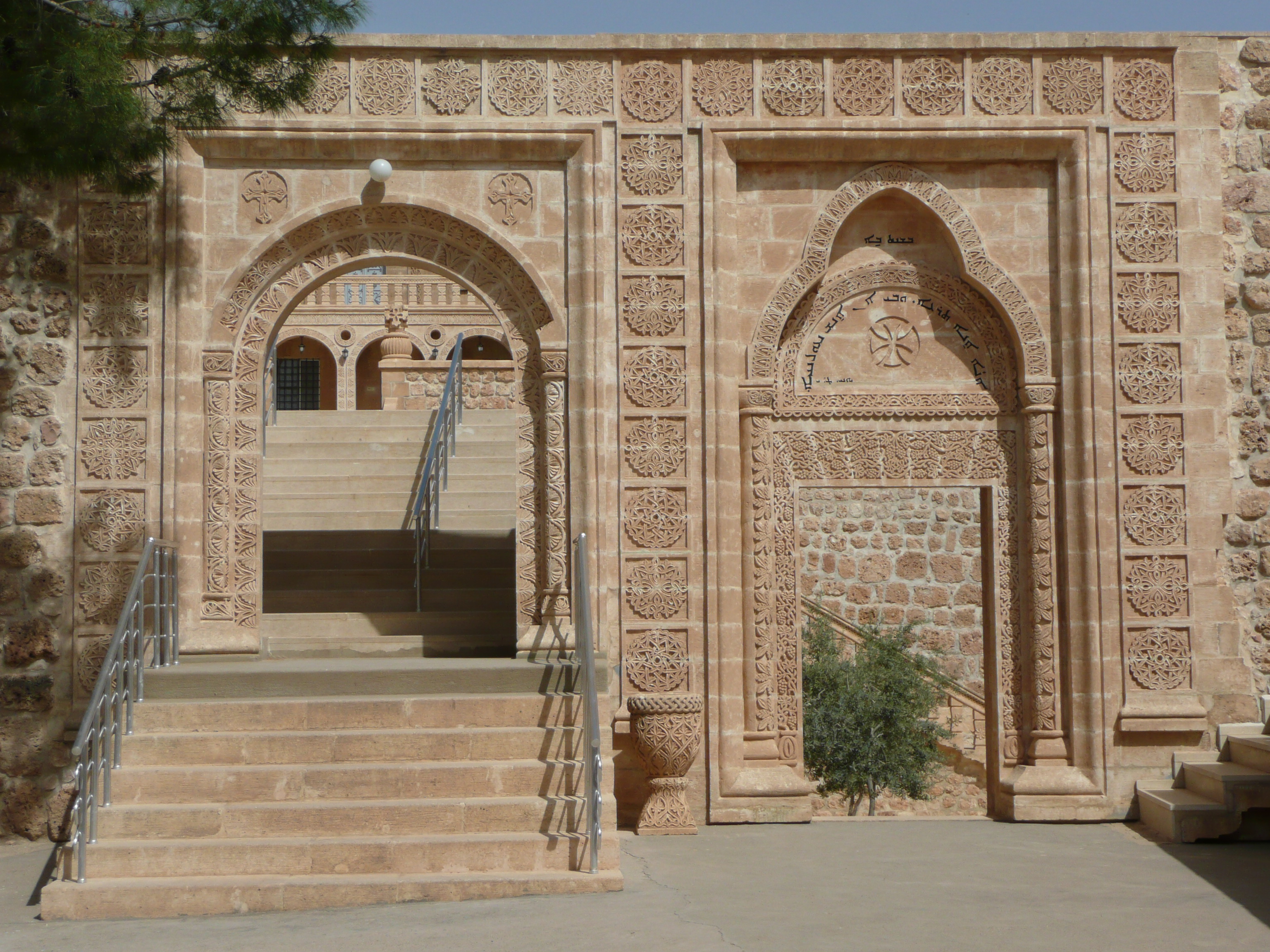
Detail van het Mor Gabriel-klooster, waar Philoxenus een opleiding genoot.
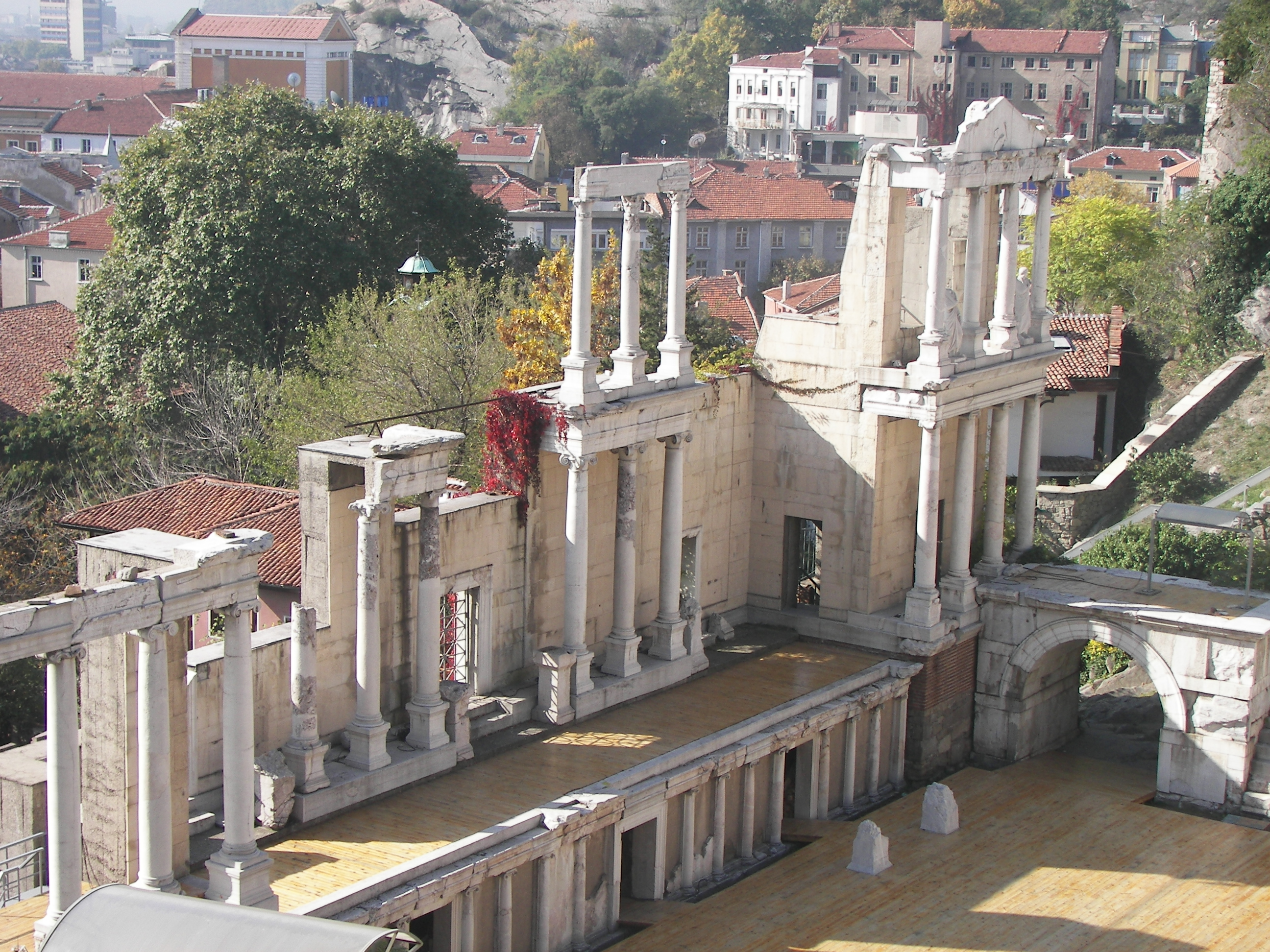
Detail van het Romeinse amfitheater in Plovdiv (Bulgarije), de stad waar Philoxenus stierf.
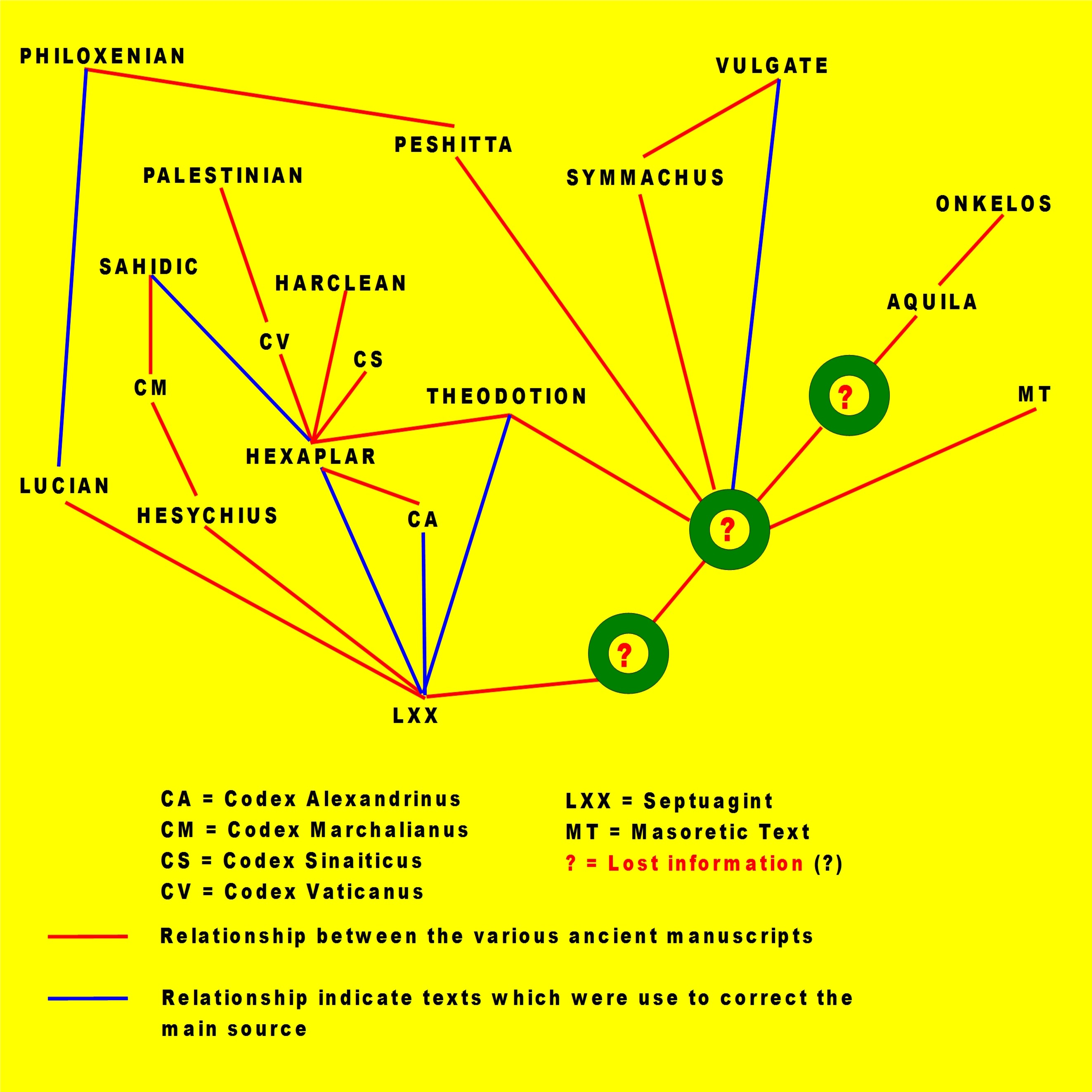
Diagram tussen de revisie van de Syrische bijbel van Philoxenus en diverse oude geschriften en haar tekstverbanden.
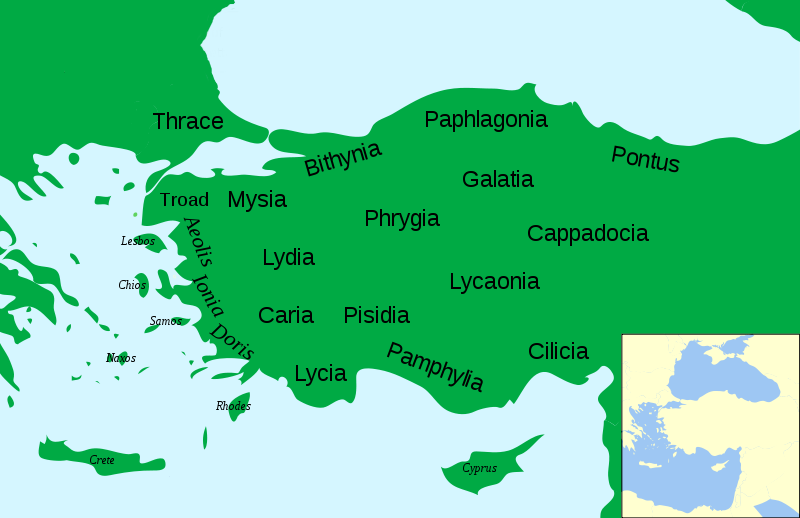
Regio’s in Klein-Azië in 500 na Chr.
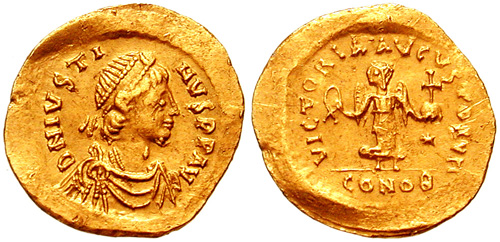
Munten van de Byzantijnse keizer Justinus I van 518–527 na Chr., door wie Philoxenus verbannen werd.